# Fußball-Club Würzburger Kickers 2012-2013
Questa voce raccoglie le informazioni riguardanti il Fußball-Club Würzburger Kickers nelle competizioni ufficiali della stagione 2012-2013.

## Stagione
Nella stagione 2012-2013 il Würzburger Kickers, allenato da Dieter Wirsching, concluse il campionato di Regionalliga Baviera al 10º posto.

## Rosa
| N. |                     | Ruolo | Calciatore         |
| -- | ------------------- | ----- | ------------------ |
| 1  | Germania (bandiera) | P     | Daniel Tsiflidis   |
| 2  | Germania (bandiera) | D     | Moritz Vollmer     |
| 3  | Germania (bandiera) | D     | Alexander Weidner  |
| 4  | Germania (bandiera) | D     | Andreas Bauer      |
| 5  | Germania (bandiera) | D     | Thomas Popp        |
| 6  | Germania (bandiera) | C     | Adrian Graf        |
| 7  | Germania (bandiera) | C     | Frank Wirsching    |
| 8  | Germania (bandiera) | C     | Matthias Eichler   |
| 8  | Albania (bandiera)  | C     | Adrian Istrefi     |
| 9  | Germania (bandiera) | C     | Nicolas Wirsching  |
| 10 | Brasile (bandiera)  | A     | Ricardo Borba      |
| 11 | Germania (bandiera) | C     | Anton Ochs         |
| 12 | Ghana (bandiera)    | C     | Joseph Mensah      |
| 15 | Iraq (bandiera)     | A     | Fazdel Tahir       |
| 16 | Germania (bandiera) | D     | Jens Trunk         |
| 17 | Germania (bandiera) | D     | Alexander Konjevic |
| 18 | Serbia (bandiera)   | A     | Zajo Desić         |

| N. |                     | Ruolo | Calciatore             |
| -- | ------------------- | ----- | ---------------------- |
| 19 | Germania (bandiera) | C     | Marc Reitmaier         |
| 20 | Germania (bandiera) | C     | Manuel Duhnke          |
| 21 | Germania (bandiera) | D     | Daniel Donaldson       |
| 22 | Italia (bandiera)   | P     | Lorenzo Tertan         |
| 23 | Slovenia (bandiera) | A     | Maksut Azizi           |
| 24 | Germania (bandiera) | D     | Sebastian Sonnenberger |
| 25 | Germania (bandiera) | P     | André Koob             |
| 25 | Germania (bandiera) | P     | Cordt Trede            |
| 28 | Romania (bandiera)  | A     | Cristian Dan           |
| 32 | Germania (bandiera) | C     | Carl Murphy            |
| 37 | Germania (bandiera) | A     | Christopher Bieber     |
|    | Germania (bandiera) | D     | Daniel Schwab          |
|    | Germania (bandiera) | C     | Julian Herrhammer      |
|    | Kosovo (bandiera)   | A     | Alban Ramaj            |
|    | Germania (bandiera) | A     | Konstantin Sokolowski  |
|    | Russia (bandiera)   | A     | Sergey Zimin           |

## Organigramma societario
Area tecnica
- Allenatore: Dieter Wirsching
- Allenatore in seconda: Lamine Cissé
- Preparatore dei portieri:
- Preparatori atletici:
- Analisi video:

## Calciomercato

### Sessione estiva
| Acquisti | Acquisti               | Acquisti            | Acquisti |
| R.       | Nome                   | da                  | Modalità |
| -------- | ---------------------- | ------------------- | -------- |
| C        | Joseph Mensah          | Vikt. Aschaffenburg |          |
| A        | Christopher Bieber     | TOP Oss             |          |
| A        | Cristian Dan           | Schweinfurt 05      |          |
| C        | Manuel Duhnke          | USK Maximarkt Anif  |          |
| D        | Alexander Konjevic     | BC Aichach          |          |
| A        | Igor Mikić             | 1. FC Sand          |          |
| C        | Carl Murphy            | Waldhof Mannheim    |          |
| C        | Simon Sommer           | DVV Coburg          |          |
| D        | Sebastian Sonnenberger | Oldenburg           |          |
| D        | Jens Trunk             | Greuther Fürth II   |          |

| Cessioni | Cessioni     | Cessioni            | Cessioni |
| R.       | Nome         | a                   | Modalità |
| -------- | ------------ | ------------------- | -------- |
| C        | Hansi Hörner | TG Höchberg         |          |
| A        | Ismir Ramaj  | TSV Kleinrinderfeld |          |
| C        | Idrissa Sow  | 1. FC Wülfrath      |          |
| C        | Onur Ulusoy  | TG Höchberg         |          |

### Sessione invernale
| Acquisti | Acquisti       | Acquisti    | Acquisti |
| R.       | Nome           | da          | Modalità |
| -------- | -------------- | ----------- | -------- |
| C        | Adrian Istrefi | Würzburg    |          |
| P        | André Koob     | Großbardorf |          |

| Cessioni | Cessioni     | Cessioni            | Cessioni |
| R.       | Nome         | a                   | Modalità |
| -------- | ------------ | ------------------- | -------- |
| C        | Simon Sommer | TSV Kleinrinderfeld |          |

## Risultati

### Regionalliga

#### Girone di andata
| Arbitro: | Völk |

|                              |           |  |
| Wolf 55’ (rig.) Stijepic 90’ | Marcatori |  |

| Arbitro: | Schwarzmann |

|                              |           |                         |
| Sonnenberger 76’, 88’ (rig.) | Marcatori | 51’ Katerna 58’ D'Adamo |

| Arbitro: | Dietz |

|  |           |                           |
|  | Marcatori | 21’, 87’ Bieber 90’ Desić |

| Arbitro: | Solter |

|                                         |           |                           |
| Duhnke 51’ Sonnenberger 83’, 89’ (rig.) | Marcatori | 53’ Fischer 64’ Schneider |

| Arbitro: | Kornblum |

|                                                  |           |            |
| Wiedmann 17’ Schaab 20’ Rosinger 70’ (rig.), 85’ | Marcatori | 52’ Bieber |

| Arbitro: | Darandik |

|           |           |                                  |
| Desić 25’ | Marcatori | 56’ Hämmerle 71’ Kling 87’ Rinke |

| Arbitro: | Pflaum |

|                                                  |           |                          |
| Sonnenberger 17’, 34’ (rig.) Borba 42’ Trunk 90’ | Marcatori | 18’ Thiede 41’ Prunitsch |

| Arbitro: | Hanslbauer |

|  |           |                          |
|  | Marcatori | 60’ Wirsching 67’ Bieber |

| Arbitro: | Albert |

|            |           |              |
| Duhnke 87’ | Marcatori | 36’ Neumeyer |

| Arbitro: | Grimmeißen |

|                                                    |           |                       |
| Jais 14’, 20’ Wood 56’ Ziereis 64’ Karger 77’, 85’ | Marcatori | 42’ Duhnke 50’ Bieber |

| Arbitro: | Emmer |

|         |           |                       |
| Dan 89’ | Marcatori | 44’ Seybold 88’ Röder |

| Arbitro: | Kornblum |

|            |           |                                  |
| Tastan 53’ | Marcatori | 55’ Murphy 69’ Duhnke 86’ Bieber |

| Arbitro: | Hoffmann |

|                    |           |            |
| Dan 39’ Bieber 78’ | Marcatori | 50’ Müller |

| Arbitro: | Darandik |

|                 |           |                       |
| Majdancevic 10’ | Marcatori | 45’ Wirsching 60’ Dan |

| Arbitro: | Treiber |

|                  |           |         |
| Sonnenberger 75’ | Marcatori | 28’ Mak |

| Arbitro: | Beretic |

|                           |           |                              |
| Lex 34’ Denk 84’ Gögl 88’ | Marcatori | 29’, 90’ Borba 53’ Wirsching |

| Arbitro: | Schalk |

|            |           |          |
| Duhnke 55’ | Marcatori | 90’ Renk |

| Arbitro: | Treiber |

|                           |           |                 |
| Kühnlein 14’ Deptalla 31’ | Marcatori | 34’, 87’ Bieber |

| Arbitro: | Hertlein |

|                      |           |            |
| Duhnke 46’ Borba 51’ | Marcatori | 60’ Weiser |

#### Girone di ritorno
| Arbitro: | Hanslbauer |

|  |           |                                           |
|  | Marcatori | 5’, 31’, 63’ Stijepic 56’ Ring 84’ Knauer |

| Arbitro: | Beretic |

|                           |           |          |
| Katerna 49’, 90’ Paul 82’ | Marcatori | 2’ Borba |

| Arbitro: | Berg |

|           |           |                 |
| Borba 57’ | Marcatori | 50’ Fiordellisi |

| Arbitro: | Schwarzmann |

|                             |           |  |
| Schneider 24’ Schneider 89’ | Marcatori |  |

| Arbitro: | Pflaum |

|                                        |           |                                      |
| Bieber 13’ Borba 40’ (rig.) Duhnke 60’ | Marcatori | 19’ (rig.) Stolz 79’ (rig.) Rosinger |

| Arbitro: | Dietz |

|                                     |           |                       |
| Kling 5’ Hindelang 41’ Hämmerle 63’ | Marcatori | 36’ Bieber 64’ Duhnke |

| Arbitro: | Kornblum |

|  |           |           |
|  | Marcatori | 65’ Bauer |

| Arbitro: | Darandik |

|                  |           |            |
| Sonnenberger 22’ | Marcatori | 19’ Gareis |

| Arbitro: | Huber |

|              |           |  |
| Neumeyer 15’ | Marcatori |  |

| Arbitro: | Beitinger |

|  |           |                         |
|  | Marcatori | 25’ Ziereis 44’ Koussou |

| Arbitro: | Schieder |

|           |           |                                     |
| Röder 75’ | Marcatori | 28’ Donaldson 42’ (rig.), 60’ Borba |

| Arbitro: | Kornblum |

|                                       |           |               |
| Dan 9’ Wirsching 14’ Sonnenberger 58’ | Marcatori | 29’ Friedrich |

| Arbitro: | Bloch |

|                            |           |                    |
| Müller 24’ Knasmüllner 62’ | Marcatori | 58’ Dan 90’ Murphy |

| Arbitro: | Albert |

|         |           |                |
| Dan 87’ | Marcatori | 1’ Majdancevic |

| Arbitro: | Solter |

|                                                                                              |           |  |
| Ngankam-Hontcheu 13’ Sonnenberger 42’ (aut.) Gärtner 45’ Rosinger 59’ Heinloth 66’ Čolak 88’ | Marcatori |  |

| Arbitro: | Grimmeißen |

|                                |           |  |
| Bieber 52’, 61’ Borba 80’, 84’ | Marcatori |  |

| Arbitro: | Treiber |

|                     |           |                                       |
| Karg 56’ Brandt 65’ | Marcatori | 18’ Bieber 54’ Wirsching 67’, 85’ Dan |

| Arbitro: | Hanslbauer |

|  |           |                         |
|  | Marcatori | 25’ Deptalla 63’ Khalil |

| Arbitro: | Beretic |

|                                                      |           |               |
| Weihrauch 15’, 54’ Duhnke 45’, 58’, 87’ Højbjerg 90’ | Marcatori | 11’ Wirsching |

## Statistiche

### Statistiche di squadra
| Competizione         | Punti | In casa | In casa | In casa | In casa | In casa | In casa | In trasferta | In trasferta | In trasferta | In trasferta | In trasferta | In trasferta | Totale | Totale | Totale | Totale | Totale | Totale | DR  |
| Competizione         | Punti | G       | V       | N       | P       | Gf      | Gs      | G            | V            | N            | P            | Gf           | Gs           | G      | V      | N      | P      | Gf     | Gs     | DR  |
| -------------------- | ----- | ------- | ------- | ------- | ------- | ------- | ------- | ------------ | ------------ | ------------ | ------------ | ------------ | ------------ | ------ | ------ | ------ | ------ | ------ | ------ | --- |
| Regionalliga Baviera | 52    | 19      | 7       | 7       | 5       | 31      | 31      | 19           | 7            | 3            | 9            | 32           | 45           | 38     | 14     | 10     | 14     | 63     | 76     | -13 |
| Totale               | 52    | 19      | 7       | 7       | 5       | 31      | 31      | 19           | 7            | 3            | 9            | 32           | 45           | 38     | 14     | 10     | 14     | 63     | 76     | -13 |

### Andamento in campionato
| Giornata  | 1  | 2  | 3 | 4 | 5  | 6  | 7 | 8 | 9 | 10 | 11 | 12 | 13 | 14 | 15 | 16 | 17 | 18 | 19 | 20 | 21 | 22 | 23 | 24 | 25 | 26 | 27 | 28 | 29 | 30 | 31 | 32 | 33 | 34 | 35 | 36 | 37 | 38 |
| --------- | -- | -- | - | - | -- | -- | - | - | - | -- | -- | -- | -- | -- | -- | -- | -- | -- | -- | -- | -- | -- | -- | -- | -- | -- | -- | -- | -- | -- | -- | -- | -- | -- | -- | -- | -- | -- |
| Luogo     | T  | C  | T | C | T  | C  | C | T | C | T  | C  | T  | C  | T  | C  | T  | C  | T  | C  | C  | T  | C  | T  | C  | T  | T  | C  | T  | C  | T  | C  | T  | C  | T  | C  | T  | C  | T  |
| Risultato | P  | N  | V | V | P  | P  | V | V | N | P  | P  | V  | V  | V  | N  | N  | N  | N  | V  | P  | P  | N  | P  | V  | P  | V  | N  | P  | P  | V  | V  | N  | N  | P  | V  | V  | P  | P  |
| Posizione | 17 | 17 | 8 | 3 | 10 | 15 | 8 | 6 | 7 | 10 | 13 | 11 | 5  | 4  | 7  | 7  | 7  | 8  | 8  | 9  | 11 | 9  | 13 | 10 | 11 | 11 | 10 | 11 | 11 | 11 | 10 | 10 | 10 | 10 | 10 | 9  | 10 | 10 |

Legenda:

Luogo: C = Casa; T = Trasferta. Risultato: V = Vittoria; N = Pareggio; P = Sconfitta.

### Statistiche dei giocatori
| Giocatore       | Regionalliga Baviera | Regionalliga Baviera | Regionalliga Baviera | Regionalliga Baviera | Regionalliga-Qualifikation | Regionalliga-Qualifikation | Regionalliga-Qualifikation | Regionalliga-Qualifikation | Totale   | Totale | Totale      | Totale     |
| Giocatore       | Presenze             | Reti                 | Ammonizioni          | Espulsioni           | Presenze                   | Reti                       | Ammonizioni                | Espulsioni                 | Presenze | Reti   | Ammonizioni | Espulsioni |
| --------------- | -------------------- | -------------------- | -------------------- | -------------------- | -------------------------- | -------------------------- | -------------------------- | -------------------------- | -------- | ------ | ----------- | ---------- |
| E. Amann        | 0                    | 0                    | 0                    | 0                    | 0                          | 0                          | 0                          | 0                          | 0        | 0      | 0           | 0          |
| M. Azizi        | 18                   | 0                    | 3                    | 0                    | 2                          | 0                          | 1                          | 0                          | 20       | 0      | 4           | 0          |
| A. Bauer        | 21                   | 1                    | 4                    | 1                    | 1                          | 0                          | 0                          | 0                          | 22       | 1      | 4           | 1          |
| C. Bieber       | 37                   | 14                   | 3                    | 0                    | 0                          | 0                          | 0                          | 0                          | 37       | 14     | 3           | 0          |
| R. Borba        | 35                   | 11                   | 12                   | 0                    | 0                          | 0                          | 0                          | 0                          | 35       | 11     | 12          | 0          |
| N. Bozesan      | 0                    | 0                    | 0                    | 0                    | 0                          | 0                          | 0                          | 0                          | 0        | 0      | 0           | 0          |
| C. Dan          | 29                   | 8                    | 5                    | 1                    | 0                          | 0                          | 0                          | 0                          | 29       | 8      | 5           | 1          |
| Z. Desić        | 19                   | 2                    | 2                    | 0                    | 1                          | 0                          | 0                          | 0                          | 20       | 2      | 2           | 0          |
| D. Donaldson    | 13                   | 1                    | 3                    | 0                    | 2                          | 0                          | 0                          | 0                          | 15       | 1      | 3           | 0          |
| M. Duhnke       | 29                   | 8                    | 2                    | 0                    | 0                          | 0                          | 0                          | 0                          | 29       | 8      | 2           | 0          |
| M. Eichler      | 12                   | 0                    | 2                    | 0                    | 2                          | 0                          | 1                          | 0                          | 14       | 0      | 3           | 0          |
| A. Graf         | 10                   | 0                    | 1                    | 0                    | 2                          | 0                          | 0                          | 0                          | 12       | 0      | 1           | 0          |
| J. Hammond      | 0                    | 0                    | 0                    | 0                    | 0                          | 0                          | 0                          | 0                          | 0        | 0      | 0           | 0          |
| J. Herrhammer   | 0                    | 0                    | 0                    | 0                    | 0                          | 0                          | 0                          | 0                          | 0        | 0      | 0           | 0          |
| N. Hodek        | 0                    | 0                    | 0                    | 0                    | 0                          | 0                          | 0                          | 0                          | 0        | 0      | 0           | 0          |
| H. Hörner       | 0                    | 0                    | 0                    | 0                    | 0                          | 0                          | 0                          | 0                          | 0        | 0      | 0           | 0          |
| A. Istrefi      | 0                    | 0                    | 0                    | 0                    | 0                          | 0                          | 0                          | 0                          | 0        | 0      | 0           | 0          |
| A. Konjevic     | 31                   | 0                    | 4                    | 1                    | 0                          | 0                          | 0                          | 0                          | 31       | 0      | 4           | 1          |
| A. Koob         | 1                    | 0                    | 0                    | 0                    | 0                          | 0                          | 0                          | 0                          | 1        | 0      | 0           | 0          |
| J. Mensah       | 20                   | 0                    | 9                    | 0                    | 0                          | 0                          | 0                          | 0                          | 20       | 0      | 9           | 0          |
| C. Murphy       | 29                   | 2                    | 6                    | 0                    | 0                          | 0                          | 0                          | 0                          | 29       | 2      | 6           | 0          |
| A. Ochs         | 5                    | 0                    | 0                    | 0                    | 0                          | 0                          | 0                          | 0                          | 5        | 0      | 0           | 0          |
| T. Popp         | 1                    | 0                    | 0                    | 0                    | 0                          | 0                          | 0                          | 0                          | 1        | 0      | 0           | 0          |
| A. Ramaj        | 13                   | 0                    | 2                    | 0                    | 0                          | 0                          | 0                          | 0                          | 13       | 0      | 2           | 0          |
| I. Ramaj        | 0                    | 0                    | 0                    | 0                    | 0                          | 0                          | 0                          | 0                          | 0        | 0      | 0           | 0          |
| M. Reitmaier    | 1                    | 0                    | 0                    | 0                    | 1                          | 0                          | 0                          | 0                          | 2        | 0      | 0           | 0          |
| D. Schwab       | 0                    | 0                    | 0                    | 0                    | 0                          | 0                          | 0                          | 0                          | 0        | 0      | 0           | 0          |
| K. Sokolowski   | 0                    | 0                    | 0                    | 0                    | 0                          | 0                          | 0                          | 0                          | 0        | 0      | 0           | 0          |
| S. Sonnenberger | 35                   | 9                    | 6                    | 0                    | 0                          | 0                          | 0                          | 0                          | 35       | 9      | 6           | 0          |
| I. Sow          | 0                    | 0                    | 0                    | 0                    | 1                          | 0                          | 1                          | 0                          | 1        | 0      | 1           | 0          |
| F. Tahir        | 20                   | 0                    | 0                    | 0                    | 2                          | 0                          | 0                          | 0                          | 22       | 0      | 0           | 0          |
| L. Tertan       | 0                    | 0                    | 0                    | 0                    | 0                          | 0                          | 0                          | 0                          | 0        | 0      | 0           | 0          |
| C. Trede        | 0                    | 0                    | 0                    | 0                    | 0                          | 0                          | 0                          | 0                          | 0        | 0      | 0           | 0          |
| J. Trunk        | 27                   | 1                    | 5                    | 0                    | 0                          | 0                          | 0                          | 0                          | 27       | 1      | 5           | 0          |
| D. Tsiflidis    | 37                   | 0                    | 1                    | 0                    | 2                          | 0                          | 0                          | 0                          | 39       | 0      | 1           | 0          |
| O. Ulusoy       | 0                    | 0                    | 0                    | 0                    | 0                          | 0                          | 0                          | 0                          | 0        | 0      | 0           | 0          |
| M. Vollmer      | 8                    | 0                    | 2                    | 0                    | 2                          | 0                          | 0                          | 0                          | 10       | 0      | 2           | 0          |
| A. Weidner      | 13                   | 0                    | 1                    | 0                    | 2                          | 0                          | 0                          | 0                          | 15       | 0      | 1           | 0          |
| F. Wirsching    | 37                   | 6                    | 5                    | 0                    | 2                          | 2                          | 0                          | 0                          | 39       | 8      | 5           | 0          |
| N. Wirsching    | 25                   | 0                    | 7                    | 0                    | 2                          | 0                          | 1                          | 0                          | 27       | 0      | 8           | 0          |
| M. Yasar        | 0                    | 0                    | 0                    | 0                    | 0                          | 0                          | 0                          | 0                          | 0        | 0      | 0           | 0          |
| B. Yücetag      | 0                    | 0                    | 0                    | 0                    | 2                          | 0                          | 0                          | 0                          | 2        | 0      | 0           | 0          |
| S. Zimin        | 1                    | 0                    | 0                    | 0                    | 2                          | 2                          | 0                          | 0                          | 3        | 2      | 0           | 0          |